# سیارک ۲۱۰۸۷
سیارک ۲۱۰۸۷ (به انگلیسی: 21087 Petsimpallas، نامگذاری:1992BH2) بیست و یک هزار و هشتاد و هفتمین سیارک کشف شده‌است که در ۳۰ ژانویه ۱۹۹۲ کشف شد.
قدر مطلق سیارک برابر ۳۰.۹ است.